# Houilles
Houilles is een gemeente in het Franse departement Yvelines (regio Île-de-France). De gemeente telde 33.617 inwoners op 1 januari 2022. De plaats maakt deel uit van het arrondissement Saint-Germain-en-Laye.

## Geografie
De oppervlakte van Houilles bedroeg op 1 januari 2022 4,43 vierkante kilometer; de bevolkingsdichtheid was toen 7.588,5 inwoners per km². Houilles ligt in de Boucle de Montesson, een grote meander in de Seine.
De onderstaande kaart toont de ligging van Houilles met de belangrijkste infrastructuur en aangrenzende gemeenten.

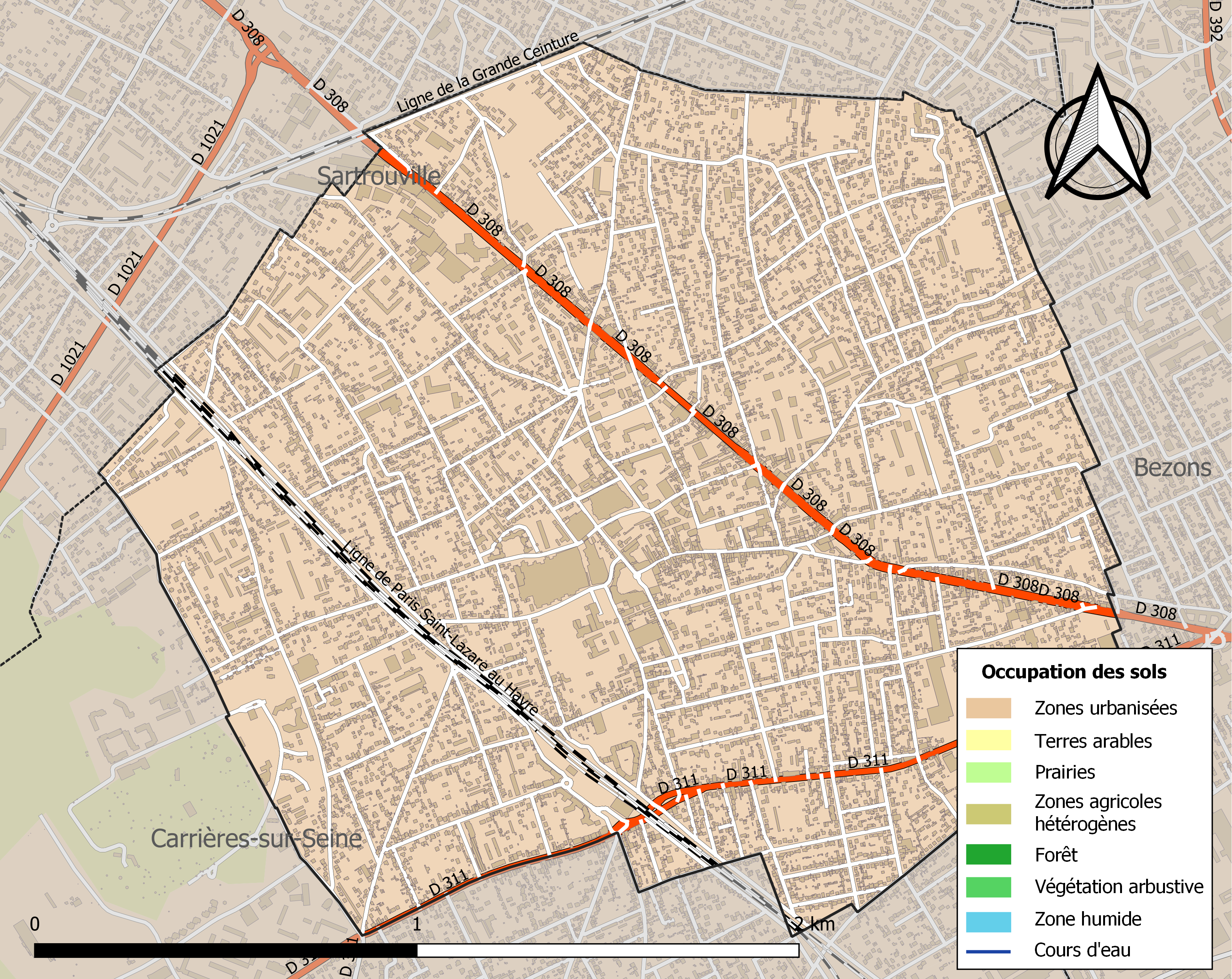

## Demografie
In 1728 telde het dorp 346 inwoners. In 1851 telde de gemeente 1185 inwoners, in 1901 3691 inwoners, in 1921 10.237 inwoners en in 1946 werd de kaap van 20.000 inwoners gerond. Na de sterke groei is het bevolkingsaantal sinds het einde van de jaren 1960 gestabiliseerd rond de 31.000.
Onderstaande figuur toont het verloop van het inwonertal (bron: INSEE-tellingen).

## Geschiedenis

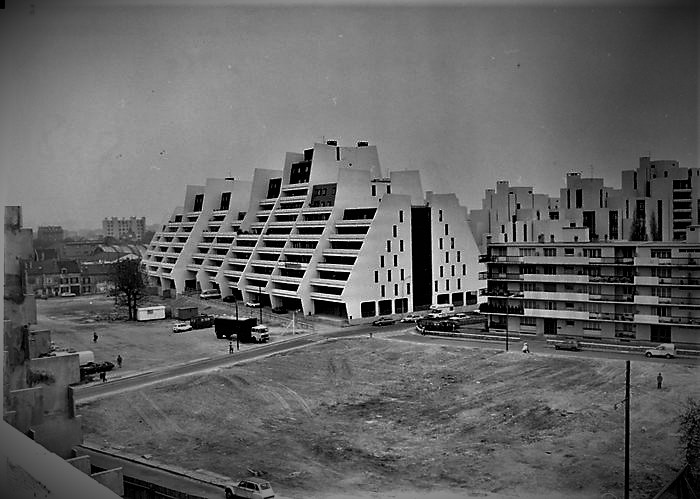
Bouw van de wijken Genêts - Pharaon

In de vroege middeleeuwen was hier al een nederzetting, die in 846 door de Vikingen zou zijn geplunderd. Pas in de vroege 13e eeuw werd Houilles als parochie vermeld. In de 16e eeuw was Houilles een ommuurd dorp met vier poorten. Het ronde tracé van de muur is nog te herkennen in de Rue de Metz en de Rue de Strasbourg. De slechte verbinding met Parijs remde lange tijd de ontwikkeling van het dorp. Daarvoor moest men de veerboot over de Seine in Bezons nemen, die verschillende maanden per jaar niet kon uitvaren. Houilles was een landbouwdorp met akkers, wijngaarden en schaapsweiden. Dit veranderde met de aanleg van de spoorweg in 1841. Door de treinverbinding met Parijs verstedelijkte de gemeente als voorstad van de hoofdstad. Arbeiders en bedienden vestigden zich in de gemeente en er kwam ook industrie, waaronder een vliegtuigfabriek van Hispano-Suiza. In 1941 werd er een arsenaal van de Kriegsmarine geopend waar torpedo's werden gemaakt. Na de oorlog werd deze site overgenomen door de Franse marine en bleef in gebruik tot 2000. Eind jaren 1960 werd een plan onthuld voor nieuwe stadsontwikkeling met hoogbouw om de bevolking van de gemeente naar 50.000 te laten groeien. Dit plan werd opgegeven en maar enkele projecten werden gerealiseerd (Pharaon, Genêts, Hildebrandt of Michelet).

## Sport

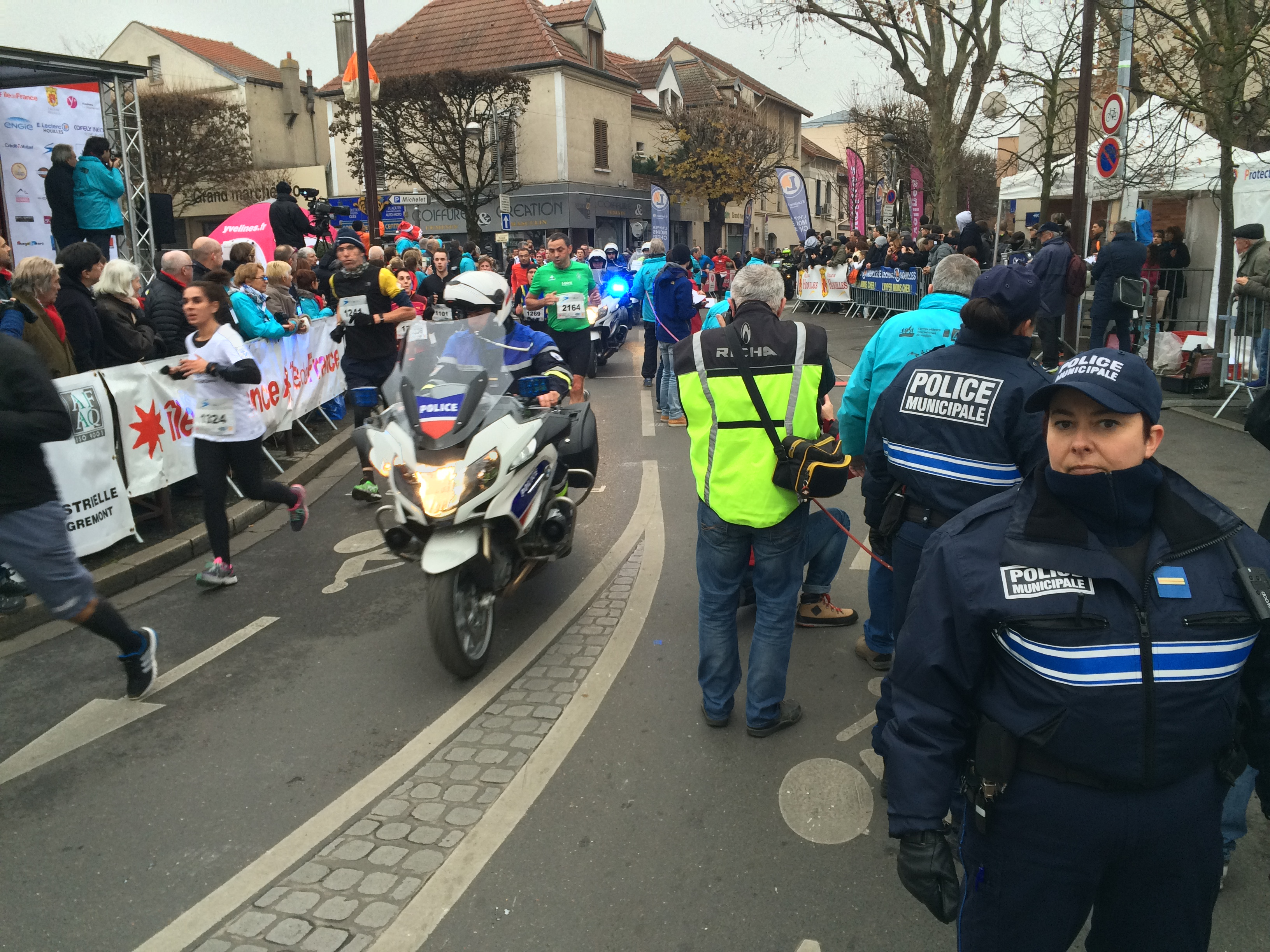
Corrida de Houilles (2016)

In Houilles wordt sinds 1972 in december een internationale hardloopwedstrijd over 10 kilometer georganiseerd, genaamd de Corrida Pedestre Internationale de Houilles of kortweg de Corrida de Houilles.
Houilles is één keer etappeplaats geweest in de wielerkoers Ronde van Frankrijk. In 2018 startte de slotrit naar Parijs in Houilles. De Noor Alexander Kristoff won deze rit.